# Залевский, Кароль
Ка́роль Зале́вский (пол. Karol Zalewski; род. 7 августа 1993, Решель, Варминьско-Мазурское воеводство, Польша) — польский легкоатлет, специализирующийся в спринтерском беге. Серебряный призёр чемпионата Европы в помещении 2015 года в эстафете 4×400 метров. Двукратный чемпион Европы среди молодёжи в беге на 200 метров. Многократный чемпион Польши. Чемпион Олимпийских игр 2020 в Токио.

## Биография
На протяжении шести лет занимался футболом в команде из города Ольштын, играл на позиции защитника. Перешёл в лёгкую атлетику, желая лучше реализовать свои способности, не имея зависимости от партнёров по команде. С самого начала проявил себя достаточно универсальным бегуном.
Основной дистанцией Кароля стал бег на 200 метров, но он неплохо выступал и на дистанции вдвое длиннее. Поэтому нередко на соревнованиях ему приходилось выступать в трёх видах: 200 метров, эстафета 4×100 метров и эстафета 4×400 метров. Так получилось, к примеру, уже на чемпионате мира среди юниоров 2012 года. Кароль 6 раз выходил на старт и в итоге участвовал в трёх финалах, в которых занял 2 четвёртых места (на 200 метров — с юниорским рекордом Польши, 20,54) и второе в эстафете 4×400 метров.
На молодёжном чемпионате Европы 2013 года установил личный рекорд 20,41 и сенсационно стал чемпионом на дистанции 200 метров, обыграв фаворита Павла Маслака из Чехии. Два года спустя Кароль сумел защитить своё чемпионское звание.
В 2015 году в составе сборной Польши выиграл серебряные медали чемпионата Европы в помещении в эстафете 4×400 с рекордом страны (3.02,97).
Выступал в финалах чемпионатов Европы в беге на 200 метров и в эстафете 4×100 метров, но до подиума не добрался.
Участвовал в Олимпийских играх 2016 года в беге на 200 метров, где не смог пройти дальше предварительных забегов.
Тренируется в клубе при Варминьско-Мазурском университете в Ольштыне у Збигнева Людвиховского.

## Основные результаты
| Год  | Турнир                          | Место проведения          | Дисциплина       | Место       | Результат |
| ---- | ------------------------------- | ------------------------- | ---------------- | ----------- | --------- |
| 2011 | Чемпионат Европы среди юниоров  | Таллин, Эстония           | 200 м            | —           | DQ        |
| 2012 | Чемпионат мира среди юниоров    | Барселона, Испания        | 200 м            | 4-е         | 20,54     |
| 2012 | Чемпионат мира среди юниоров    | Барселона, Испания        | эстафета 4×100 м | 4-е         | 39,47     |
| 2012 | Чемпионат мира среди юниоров    | Барселона, Испания        | эстафета 4×400 м | 2-е         | 3.05,05   |
| 2013 | Командный чемпионат Европы      | Гейтсхед, Великобритания  | 200 м            | —           | DQ        |
| 2013 | Командный чемпионат Европы      | Гейтсхед, Великобритания  | эстафета 4×100 м | 3-е         | 38,71     |
| 2013 | Чемпионат Европы среди молодёжи | Тампере, Финляндия        | 200 м            | 1-е         | 20,41     |
| 2013 | Чемпионат Европы среди молодёжи | Тампере, Финляндия        | эстафета 4×100 м | 2-е         | 38,81     |
| 2013 | Чемпионат мира                  | Москва, Россия            | 200 м            | 20-е (1/2)  | 20,66     |
| 2013 | Чемпионат мира                  | Москва, Россия            | эстафета 4×100 м | 11-е (заб.) | 38,51     |
| 2014 | Чемпионат мира по эстафетам     | Нассау, Багамские Острова | эстафета 4×100 м | 13-е        | 39,31     |
| 2014 | Командный чемпионат Европы      | Брауншвейг, Германия      | 100 м            | 7-е         | 10,47     |
| 2014 | Командный чемпионат Европы      | Брауншвейг, Германия      | 200 м            | 1-е         | 20,56     |
| 2014 | Командный чемпионат Европы      | Брауншвейг, Германия      | эстафета 4×100 м | 5-е         | 39,15     |
| 2014 | Чемпионат Европы                | Цюрих, Швейцария          | 200 м            | 8-е         | 20,58     |
| 2014 | Чемпионат Европы                | Цюрих, Швейцария          | эстафета 4×100 м | 6-е         | 38,85     |
| 2015 | Чемпионат Европы в помещении    | Прага, Чехия              | 400 м            | 6-е (1/2)   | 46,84     |
| 2015 | Чемпионат Европы в помещении    | Прага, Чехия              | эстафета 4×400 м | 2-е         | 3.02,97   |
| 2015 | Чемпионат мира по эстафетам     | Нассау, Багамские Острова | эстафета 4×200 м | 4-е         | 1.22,85   |
| 2015 | Чемпионат мира по эстафетам     | Нассау, Багамские Острова | эстафета 4×400 м | 11-е (заб.) | 3.05,13   |
| 2015 | Командный чемпионат Европы      | Чебоксары, Россия         | 200 м            | 4-е         | 20,81     |
| 2015 | Чемпионат Европы среди молодёжи | Таллин, Эстония           | 200 м            | 1-е         | 20,49     |
| 2015 | Чемпионат Европы среди молодёжи | Таллин, Эстония           | эстафета 4×100 м | —           | DQ        |
| 2015 | Чемпионат Европы среди молодёжи | Таллин, Эстония           | эстафета 4×400 м | 2-е         | 3.05,35   |
| 2015 | Чемпионат мира                  | Пекин, Китай              | 200 м            | 40-е (заб.) | 20,77     |
| 2016 | Чемпионат Европы                | Амстердам, Нидерланды     | 200 м            | 8-е (1/2)   | 20,69     |
| 2016 | Чемпионат Европы                | Амстердам, Нидерланды     | эстафета 4×100 м | 6-е         | 38,69     |
| 2016 | Олимпийские игры                | Рио-де-Жанейро, Бразилия  | 200 м            | 37-е (заб.) | 20,54     |